# Elimia clenchi
Elimia clenchi är en snäckart som först beskrevs av Goodrich 1924.  Elimia clenchi ingår i släktet Elimia och familjen Pleuroceridae. IUCN kategoriserar arten globalt som livskraftig. Inga underarter finns listade i Catalogue of Life.